# Tmetoptera phryganeoides
Tmetoptera phryganeoides är en fjärilsart som beskrevs av Felder 1874. Tmetoptera phryganeoides ingår i släktet Tmetoptera och familjen björnspinnare. Inga underarter finns listade i Catalogue of Life.